# La Machine à gazouiller
La Machine à gazouiller (titre original en allemand: Die Zwitscher-Maschine) est une peinture de l'artiste allemand Paul Klee, achevée en 1922.

## Description
C'est une aquarelle et huile sur carton et papier de 41 centimètres par 30,6 centimètres. 
Elle représente des oiseaux qui tentent de chanter perchés sur une branche accrochée à une manivelle, reliée à un appareil composé de deux triangles, le tout surplombant une fosse où les oiseaux sont prêts à tomber. Deux d'entre eux sont blessés, le troisième s'interroge.
Le tableau a inspiré au compositeur allemand Giselher Klebe une œuvre orchestrale intitulée Die Zwitschermaschine (La Machine à gazouiller), inspiré du tableau de Klee vers 1951 
Le tableau est tout d'abord exposé en Allemagne. En 1933, le chef d'État allemand de l'époque, Adolf Hitler, classe la peinture dans les œuvres d'art dégénéré. Le tableau, saisi par les autorités nazies, est vendu à un collectionneur en 1939, à Berlin, pour 120 dollars[réf. nécessaire].
Il est actuellement exposé au MoMA, le Museum of Modern Art de la ville de New York.
Les échassiers représentés ont pu inspirer Jacques Rouxel  pour créer Les Shadoks.